# Los Llanos (Busquístar)
Los Llanos es una localidad y pedanía española perteneciente al municipio de Busquístar, en la provincia de Granada, comunidad autónoma de Andalucía. Está situada en la parte central de la comarca de la Alpujarra Granadina.

## Demografía
Según el Instituto Nacional de Estadística de España, en el año 2019 Los Llanos contaba con 30 habitantes censados, lo que representa el 10,38% de la población total del municipio.

### Evolución de la población
| Gráfica de evolución demográfica de Los Llanos entre 2009 y 2019 |
|                                                                  |
| Datos según el nomenclátor publicado por el INE.                 |

## Comunicaciones
Algunas distancias entre Los Llanos y otras ciudades:
| Ciudades   | Distancia (km) |
| ---------- | -------------- |
| Busquístar | 4              |
| Órgiva     | 28             |
| Granada    | 80             |
| Almería    | 124            |
| Jaén       | 171            |
| Murcia     | 329            |